# Menorca
Menorca es una isla española situada en la parte nororiental del archipiélago balear, en el mar Mediterráneo. La ciudad de Mahón, en la costa este, alberga la sede del Consejo Insular de Menorca —entidad administrativa que ejerce de gobierno insular—, mientras que el municipio más poblado es Ciudadela, al oeste.
Menorca es la segunda en extensión de las Islas Baleares y séptima del país. En 2019 tenía una población de 96 620 habitantes, por lo que es la tercera más poblada de la comunidad autónoma, tras Mallorca e Ibiza, y la séptima de toda España. Cabe destacar que en verano se superan los 200 000 habitantes debido al turismo.
Fue declarada Reserva de Biosfera en 1993 por la Unesco.

## Toponimia
Su nombre proviene del latín Minorica, debido a que los romanos así la denominaron por ser de menor tamaño que la isla de Mallorca (Maiorica).

## Geografía

### Ubicación
Menorca, con una extensión de 701 km² (kilómetros cuadrados), se ubica en medio del Mediterráneo Occidental (entre los paralelos 39° 47′ 55″ y 40° 05′ 17″ N, y entre los meridianos 3º 47' 26" y 4º 19' 40" E de Greenwich), casi equidistante de tierras argelinas y francesas, así como de la isla  de Cerdeña y de la península ibérica, siendo la más septentrional y oriental de las islas Baleares. De hecho, es el territorio español más oriental y el primer lugar donde amanece y anochece en España.
La isla de Menorca y los islotes que la rodean constituyen un resumen del Mediterráneo occidental, en el que se pueden encontrar la mayor parte de los ecosistemas característicos de esta región, excepto los fluviales y los de montaña. Pero a la vez, Menorca contiene numerosas especies endémicas o tirrénicas, es decir, exclusivas de esta isla o bien compartidas solo con otras tierras cercanas como Mallorca, Córcega y Cerdeña. Esta mezcla de generalidades y singularidades hace especialmente atractivo el patrimonio natural de este territorio, a la vez fuertemente humanizado desde hace 4000 años.

### Clima
El clima de Menorca es típicamente mediterráneo, con temperaturas medias anuales de 16,7 °C. De acuerdo con la clasificación climática de Koppen, toda la isla posee un clima mediterráneo (Csa).
Las precipitaciones anuales medias son de 600 mm (milímetros), concentradas principalmente en otoño y con un marcado carácter torrencial. Además, hay una importante variación interanual con largos periodos de sequía repartidos irregularmente a lo largo de los años. Esto hace que en Menorca solo puedan vivir especies adaptadas a soportar largos veranos secos y calurosos. 
Un aspecto importante de la climatología de Menorca es el viento predominante del norte, la tramontana aunque desde abril hasta julio disminuye su predominancia al alternar con vientos de componente sur. 
| Parámetros climáticos promedio de Observatorio del Aeropuerto de Menorca (91 m s. n. m.) (Periodo de referencia: 1981-2010) | Parámetros climáticos promedio de Observatorio del Aeropuerto de Menorca (91 m s. n. m.) (Periodo de referencia: 1981-2010) | Parámetros climáticos promedio de Observatorio del Aeropuerto de Menorca (91 m s. n. m.) (Periodo de referencia: 1981-2010) | Parámetros climáticos promedio de Observatorio del Aeropuerto de Menorca (91 m s. n. m.) (Periodo de referencia: 1981-2010) | Parámetros climáticos promedio de Observatorio del Aeropuerto de Menorca (91 m s. n. m.) (Periodo de referencia: 1981-2010) | Parámetros climáticos promedio de Observatorio del Aeropuerto de Menorca (91 m s. n. m.) (Periodo de referencia: 1981-2010) | Parámetros climáticos promedio de Observatorio del Aeropuerto de Menorca (91 m s. n. m.) (Periodo de referencia: 1981-2010) | Parámetros climáticos promedio de Observatorio del Aeropuerto de Menorca (91 m s. n. m.) (Periodo de referencia: 1981-2010) | Parámetros climáticos promedio de Observatorio del Aeropuerto de Menorca (91 m s. n. m.) (Periodo de referencia: 1981-2010) | Parámetros climáticos promedio de Observatorio del Aeropuerto de Menorca (91 m s. n. m.) (Periodo de referencia: 1981-2010) | Parámetros climáticos promedio de Observatorio del Aeropuerto de Menorca (91 m s. n. m.) (Periodo de referencia: 1981-2010) | Parámetros climáticos promedio de Observatorio del Aeropuerto de Menorca (91 m s. n. m.) (Periodo de referencia: 1981-2010) | Parámetros climáticos promedio de Observatorio del Aeropuerto de Menorca (91 m s. n. m.) (Periodo de referencia: 1981-2010) | Parámetros climáticos promedio de Observatorio del Aeropuerto de Menorca (91 m s. n. m.) (Periodo de referencia: 1981-2010) |
| Mes | Ene. | Feb. | Mar. | Abr. | May. | Jun. | Jul. | Ago. | Sep. | Oct. | Nov. | Dic. | Anual |
| --- | --- | --- | --- | --- | --- | --- | --- | --- | --- | --- | --- | --- | --- |
| Temp. máx. abs. (°C) | 20.2 | 21.0 | 27.2 | 25.7 | 30.7 | 33.8 | 39.6 | 36.6 | 32.6 | 30.2 | 25.2 | 20.8 | 39.6 |
| Temp. máx. media (°C) | 14.1 | 14.2 | 15.9 | 18.0 | 21.6 | 25.8 | 28.9 | 29.2 | 26.2 | 22.7 | 18.1 | 15.2 | 20.8 |
| Temp. media (°C) | 10.8 | 10.8 | 12.3 | 14.3 | 17.8 | 21.8 | 24.9 | 25.4 | 22.6 | 19.4 | 14.9 | 12.1 | 17.2 |
| Temp. mín. media (°C) | 7.5 | 7.4 | 8.6 | 10.6 | 13.9 | 17.8 | 20.8 | 21.5 | 18.9 | 16.1 | 11.6 | 9.0 | 13.6 |
| Temp. mín. abs. (°C) | -2.4 | -1.1 | 0.1 | 3.2 | 6.4 | 10.2 | 14.0 | 13.6 | 8.9 | 7.6 | 2.4 | 1.4 | -2.4 |
| Precipitación total (mm) | 52.5 | 53.7 | 38.3 | 45.1 | 37.2 | 13.5 | 2.8 | 19.8 | 61.2 | 78.3 | 88.4 | 61.2 | 546.5 |
| Días de precipitaciones (≥ 1 mm)                                                                                            | 7.1 | 6.9 | 5.8 | 6.0 | 4.4 | 2.0 | 0.6 | 2.0 | 5.4 | 7.4 | 8.1 | 8.8 | 63.6 |
| Días de nevadas (≥ ) | 0.2 | 0.4 | 0.1 | 0.0 | 0.0 | 0.0 | 0.0 | 0.0 | 0.0 | 0.0 | 0.0 | 0.1 | 0.9 |
| Horas de sol | 144 | 146 | 202 | 222 | 270 | 311 | 347 | 312 | 225 | 183 | 142 | 130 | 2632 |
| Humedad relativa (%) | 77 | 76 | 73 | 72 | 70 | 64 | 63 | 65 | 70 | 75 | 75 | 77 | 72 |
| Fuente: Agencia Estatal de Meteorología                                                                                     | | | | | | | | | | | | | |

Los récords climatológicos más destacados registrados en el observatorio del Aeropuerto de Menorca desde 1965 son los siguientes: La temperatura máxima absoluta de 39,6 °C registrada el 26 de julio de 1983, la temperatura mínima absoluta de −2,4 °C registrada el 9 de enero de 1985, la precipitación máxima en un día de 121,3 mm el 21 de diciembre de 1979, y la máxima racha de viento de 144 km/h (kilómetros por hora) registrada el 27 de septiembre de 1965.

### Formación geológica

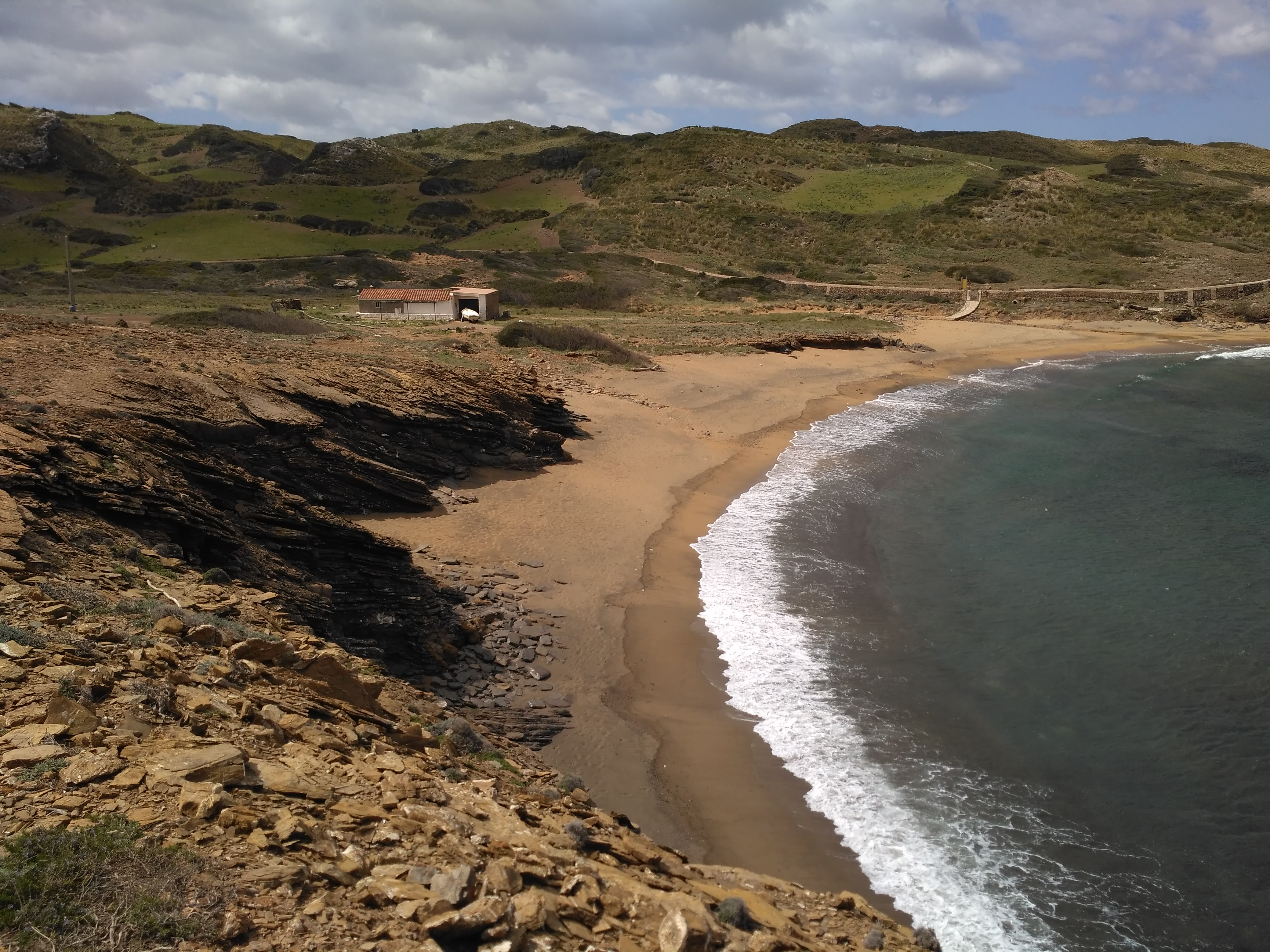
Paisaje en el norte de la isla

Menorca es un resto del antiguo macizo catalano-balear, y por tanto tiene un origen geológico distinto a las otras islas baleares, pertenecientes al edificio de las Béticas. A finales del Oligoceno y principios del Mioceno la isla sufrió un proceso de distensión tectónica. El resultado fue la formación de pequeñas fosas en el norte y el hundimiento de toda la parte meridional, que quedó por debajo del mar durante un periodo de casi 12 millones de años. Ocasionalmente el norte también se vio invadido por aguas marinas durante periodos mucho más cortos, de manera que Menorca en estos periodos debió estar cubierta totalmente por las aguas marinas. Esto se sabe porque según recientes campañas y, a pesar de la exhaustividad de las prospecciones, cada vez es más claro que en Menorca no se encuentran verdaderos troglobios terrestres, y por tanto, no hay ningún vestigio viviente de una fauna arcaica. Estos datos bioespeleológicos actualmente disponibles hacen concluir que Menorca habría quedado sumergida durante las transgresiones marinas del Tortoniense. De esta manera, el origen de la fauna cavernícola (y de la fauna en general) de Menorca habría interpretarlo sobre la base de forestaciones sucedidas entre el Tortoniense y el Mesiniense, a partir de stocks faunísticos procedentes fundamentalmente del sureste ibérico, ya que entre los dos pisos mencionados se dieron conexiones de tierra firme entre Iberia y Baleares (véase, por ejemplo, Rotglá y Steininger, 1983).
Durante la inmersión del sur de la isla se desarrollaron arrecifes de coral. Estos ecosistemas generan grandes cantidades de sedimentos calcáreos que se van acumulando para dar lugar finalmente a rocas calcáreas. Esto es lo que ocurrió en Menorca, de manera que la mayoría de la roca que hay en la región de Migjorn deriva de aquellos antiguos arrecifes coralinos. Son terrenos terciarios similares a los que podemos encontrar en las otras islas del archipiélago. Pero la mitad norte que quedó emergida son terrenos primarios y secundarios, mucho menos frecuentes en las islas (e incluso hay pizarras del Carbonífero que no se encuentran en ningún otro lugar).
Esto da una personalidad propia en la isla, tanto desde el punto de vista paisajístico, como biológico. La historia geológica de esta isla ha sido muy movida, pero se podría decir que desde mediados de la Era Terciaria (el Mioceno medio, hace unos 15 millones de años) la isla es similar a como la encontramos ahora.
Estudios geodésicos realizados entre 2010 y 2013 indican una cierta compresión cortical entre la isla de Menorca y la de Mallorca, aunque sus magnitudes geodinámicas no son muy elevadas y hace pensar que no se encuentra relacionado con la dinámica de la confluencia de placas Euroasiática y Nubia.

## Historia

### Prehistoria y Edad Antigua
Desde las primeras civilizaciones presentes en la isla, numerosos pueblos se han ido turnando en la ocupación de su territorio.

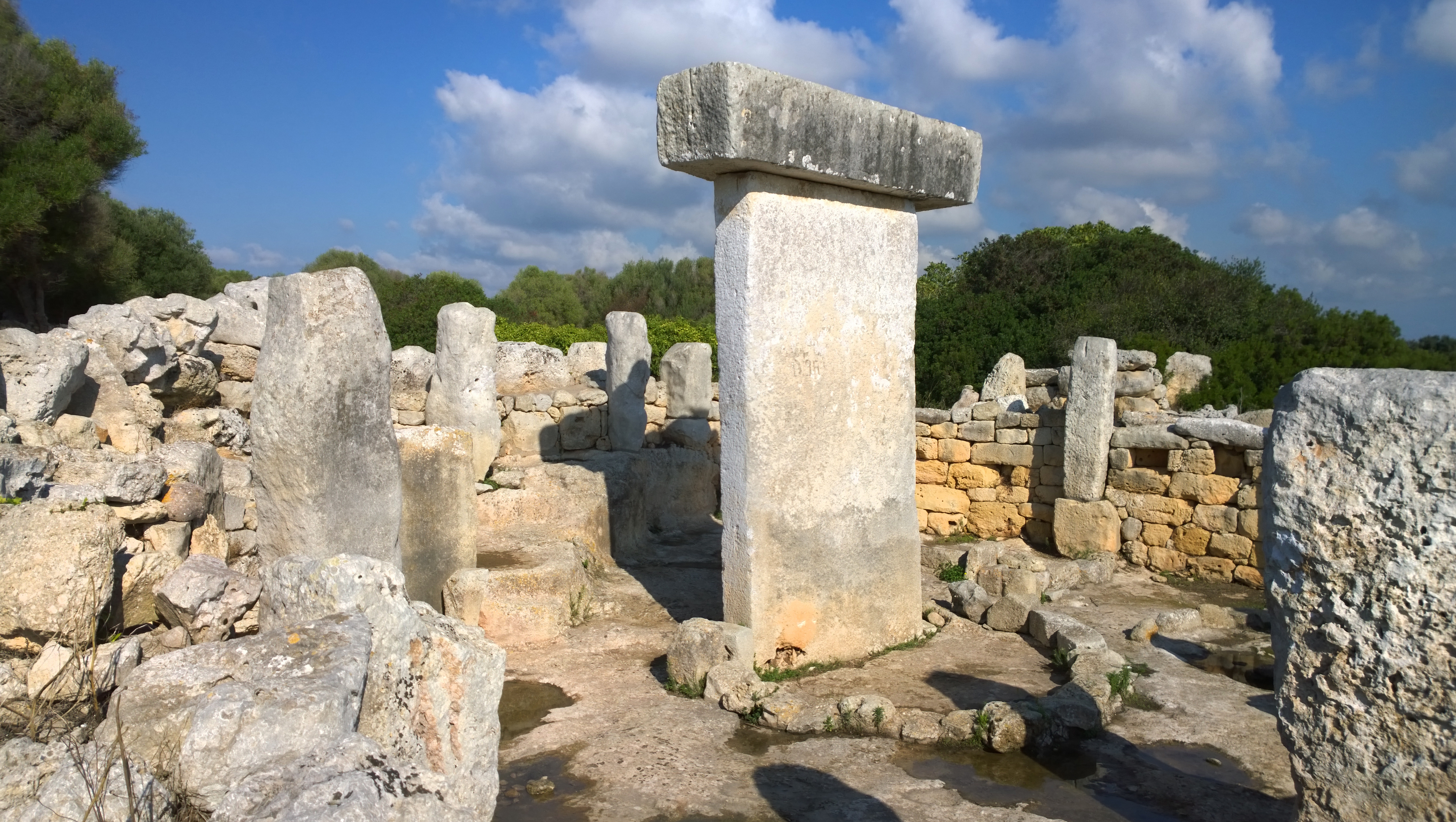
Torralba den Salord

A una primera etapa de civilización primitiva, que se le supone venida de la península, siguió otra muy brillante durante la Edad del Bronce, conocida como talayótica, caracterizada por construcciones megalíticas similares a las de Mallorca, Cerdeña o Malta, si bien con algunos elementos originales como son las taulas.
A las visitas de fenicios a la que llamaban Nura (Tierra de Fuego) y griegos focenses quienes la llamaban Meloussa (lugar de ganado), de forma pacífica para establecer vínculos comerciales, siguió la de los cartagineses con distinta actitud. Desembarcaron a las órdenes de Magón, hermano de Aníbal y reclutaron a la fuerza a los hábiles honderos baleares, que fueron protagonistas destacados durante las guerras púnicas. Los cartagineses fundaron, en el siglo III a. C., los enclaves de Jamma (actual Ciudadela) y Magon (Mahón). La cultura talayótica perduraría en Menorca más allá de que Quinto Cecilio Metelo (que recibiría más tarde el sobrenombre de Balearicus) conquistase la isla para la República romana en el año 123 a. C. (junto con el resto de las Baleares).
En el año 427 la isla vivió la conquista de los vándalos. Es de suponer que Menorca se convirtió en territorio bizantino a la caída del reino vándalo, conquistada por Belisario. En cualquier caso, siguen siglos de oscuridad y aislamiento, en los que la isla fue atacada por normandos y árabes.

### Menorca islámica
Los musulmanes se asentaron definitivamente en Menorca sobre el año 903, cuando la isla fue conquistada y unida al Califato de Córdoba. La islamización de la isla fue intensa puesto que  bajo el nombre de Al-manurqa, Menorca estuvo bajo dominio árabe casi cuatrocientos años (siglos X, XI, XII y XIII). En 1232, tres años después de la conquista de Mallorca por Jaime I el Conquistador, la Menorca musulmana se hizo tributaria de la Corona de Aragón, permaneciendo con una importante autonomía medio siglo más. No fue hasta 1287 cuando Menorca dejó oficialmente de ser islámica.

### Conquista cristiana
La isla de Menorca, tributaria de Jaime I de Aragón desde 1231, fue conquistada por Alfonso III en los primeros días de 1287. Tras la ocupación y según las cláusulas de la rendición, solo un reducido número de musulmanes, entre ellos el gobernador, pudo abandonar libremente la isla. El resto debía pagar su propio rescate o quedar reducido a esclavitud. Muy pocos musulmanes, esclavos o libres, quedaron en la isla. Los términos en que se llevó a cabo la repoblación apenas son conocidos pues, a diferencia de lo ocurrido con las conquistas de Valencia y Mallorca, no se llevó un Libro de repartimiento. Las donaciones o concesiones a colonos hechas en nombre de Alfonso III, conservadas en escaso número, corresponden tanto a caballeros como a labradores, sujetos al pago de una renta al rey, y artesanos. Faltan los simples labriegos, entre los que podrían encontrarse el reducido número de musulmanes liberados de la obligación de autorrescatarse. En las concesiones conservadas raramente se cita la procedencia del colono. Cuando por un procedimiento u otro consta el dato, a excepción del aragonés Pedro Sánchez de Biota, labrador, se trata de colonos recientemente asentados en Mallorca que venden en ella sus propiedades para trasladarse a Menorca y, salvo un caballero y un abogado, de baja extracción social, artesanos o agricultores.
Su sucesor Jaime II el Justo se la entregó a Jaime II de Mallorca en 1298, en virtud del tratado de Anagni (1295), pasando a formar parte de nuevo del Reino de Mallorca. En 1343, Pedro el Ceremonioso arrebató Menorca al rey de Mallorca, Jaime III (paso previo a la propia desaparición del reino, anexionado a la Corona de Aragón). 

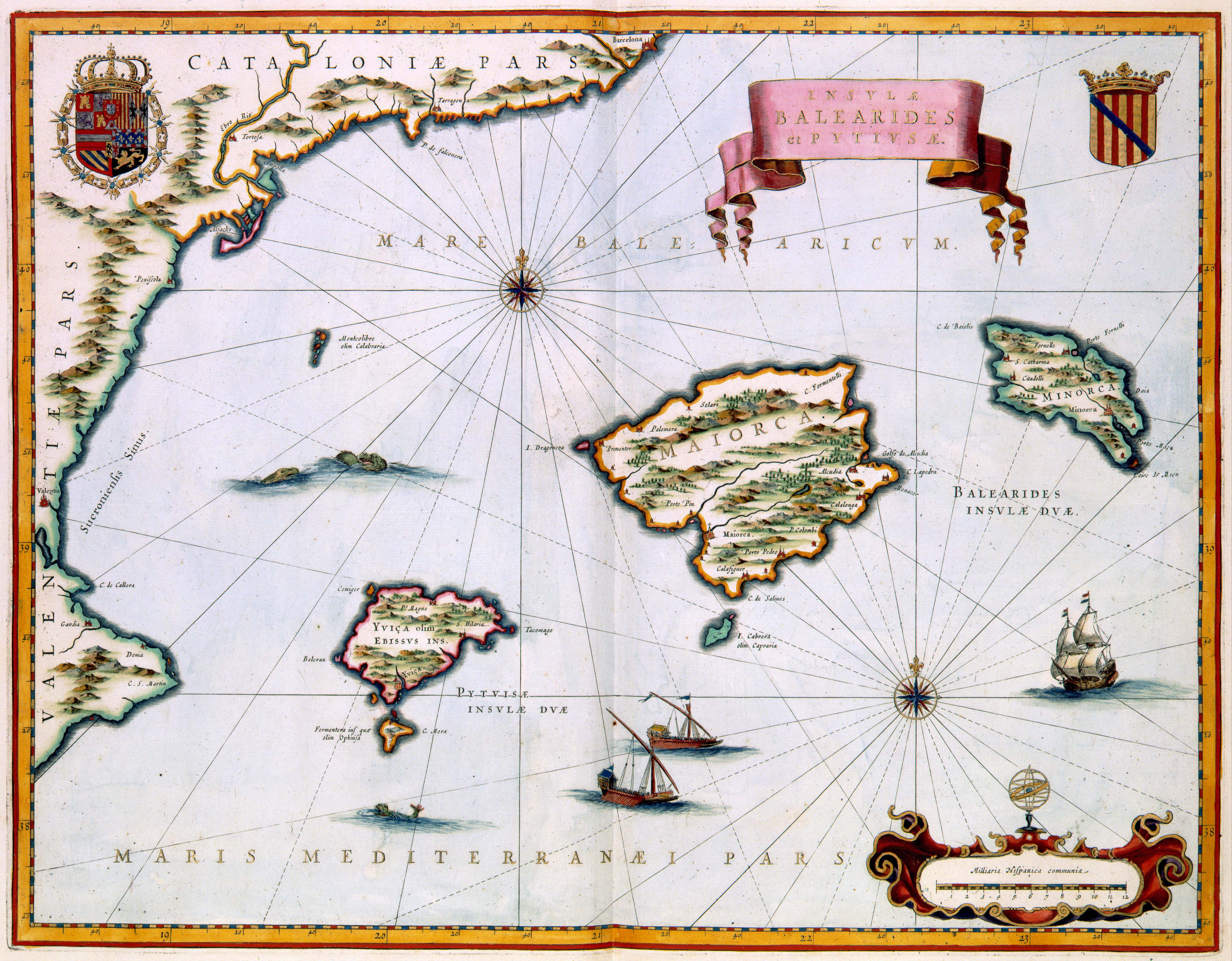
Islas Baleares en un mapa del

La Menorca de la corona de Aragón se benefició del esplendor marítimo y comercial de dicha corona, pero desde finales del siglo XIV, la isla experimenta un drástico proceso de despoblación y decadencia económica. Este proceso alcanzó cotas alarmantes en los siglos XV y XVI debido a una pluralidad de motivos, fundamentalmente las luchas sociales entre el campesinado y la aristocracia, similares y coetáneas a las Germanías del Reino de Valencia y de Mallorca o a las de la revuelta catalana contra Juan II. También influyeron los ataques otomanos a Mahón en 1535, por el almirante otomano Jeireddín Barbarroja (Lesbos, 1475 - Estambul, 1546) que sirvió bajo las órdenes del sultán otomano Suleimán I. Veintitrés años después, la armada otomana realizó la razia de Menorca de 1558, devastando Ciudadela y capturando a miles de menorquines, sometiéndolos a esclavitud en tierras otomanas.

### Menorca bajo dominio británico (sigloXVIII)
Invadida por los británicos en 1708 durante la guerra de sucesión española y reconocida oficialmente como territorio bajo soberanía británica a raíz del Tratado de Utrecht (1713) fue durante más de setenta años una dependencia británica (y el puerto de Mahón una base naval británica en el Mediterráneo) en el siglo XVIII La presencia británica especialmente durante el mandato de Richard Kane impulsó la economía de la isla asentando un modelo más mercantilista y liberal, y la ciudad de Mahón se convirtió en un centro comercial y de contrabando de primer orden en el Mediterráneo, amén de desplazar a Ciudadela de la capitalidad que ostentó hasta entonces, hecho que sigue perpetuando entrado el siglo XXI una rivalidad entre ambas ciudades. La influencia británica se puede apreciar en la arquitectura local, en la gente, en la antroponimia de algunos linajes como Victory, propios de la isla y de Gran Bretaña. También la influencia anglosajona se puede notar en el idioma y el campo, que cambió radicalmente después de la llegada de los británicos a la isla.
Durante la guerra de los Siete Años, Menorca fue tomada por Francia (1756). Sin embargo, por el Tratado de París (1763) Gran Bretaña ganó el control de la isla. Durante la guerra de Independencia de los Estados Unidos, que también involucró a Francia y a España, fuerzas franco-españolas derrotaron a las fuerzas británicas y recuperaron la isla el 5 de enero de 1782. Como expresión de júbilo, Carlos III ordenó a los virreyes, capitanes generales, gobernadores y comandantes militares que, en la fiesta de la Epifanía, reuniesen a las guarniciones y notificasen en su nombre a jefes y oficiales de los ejércitos su felicitación en la llamada Pascua Militar. Fue otra vez invadida por los británicos en 1798, durante las guerras contra la Francia revolucionaria. Fue entregada a España, final y permanentemente, en virtud del Tratado de Amiens en 1802. La pujanza marítima de Mahón se prolongó durante los primeros años del siglo XIX, aun después de revertir a dominio español.

### Guerra civil española (1936-1939)

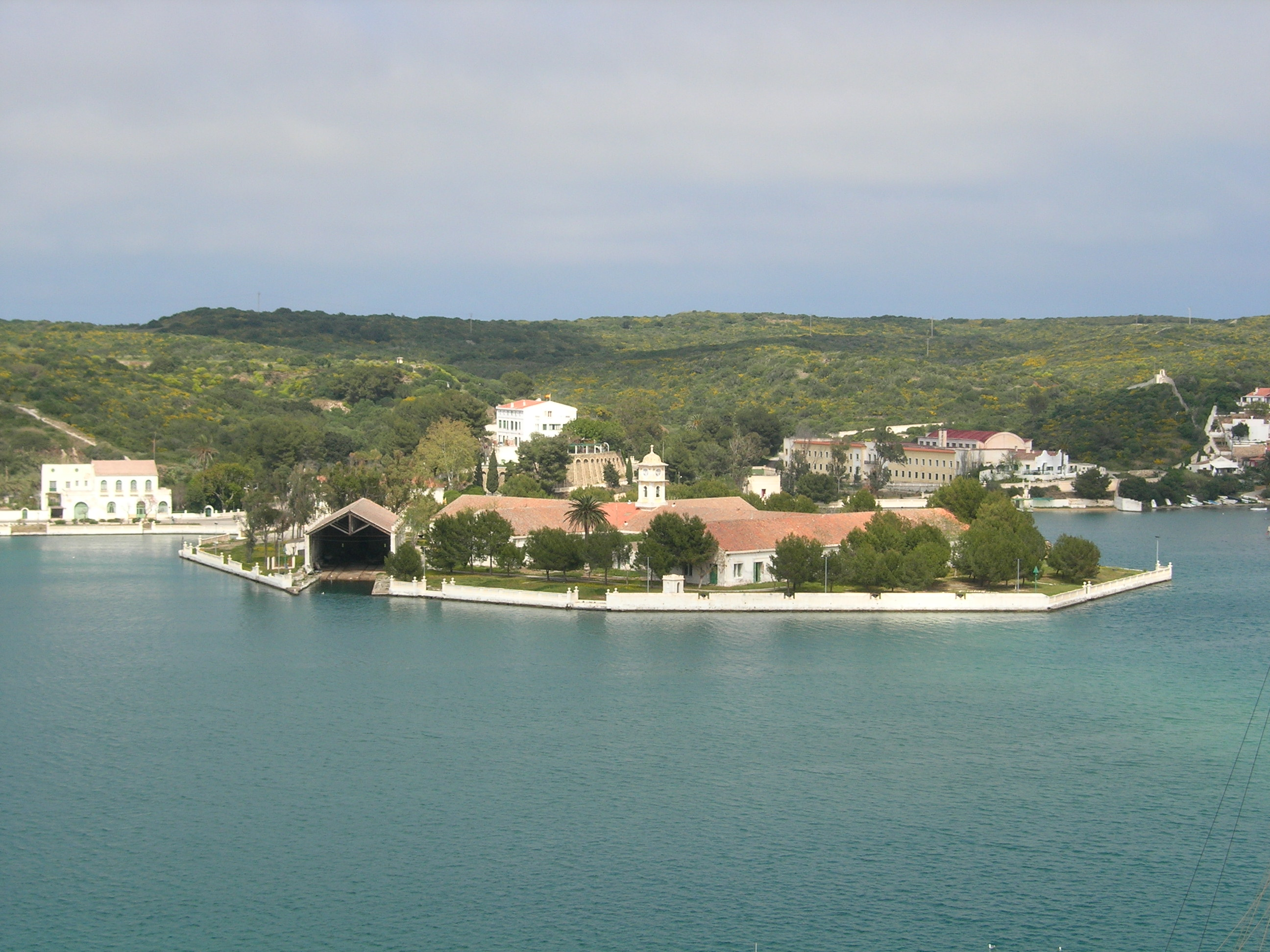
El arsenal de Mahón permaneció fiel al gobierno republicano.

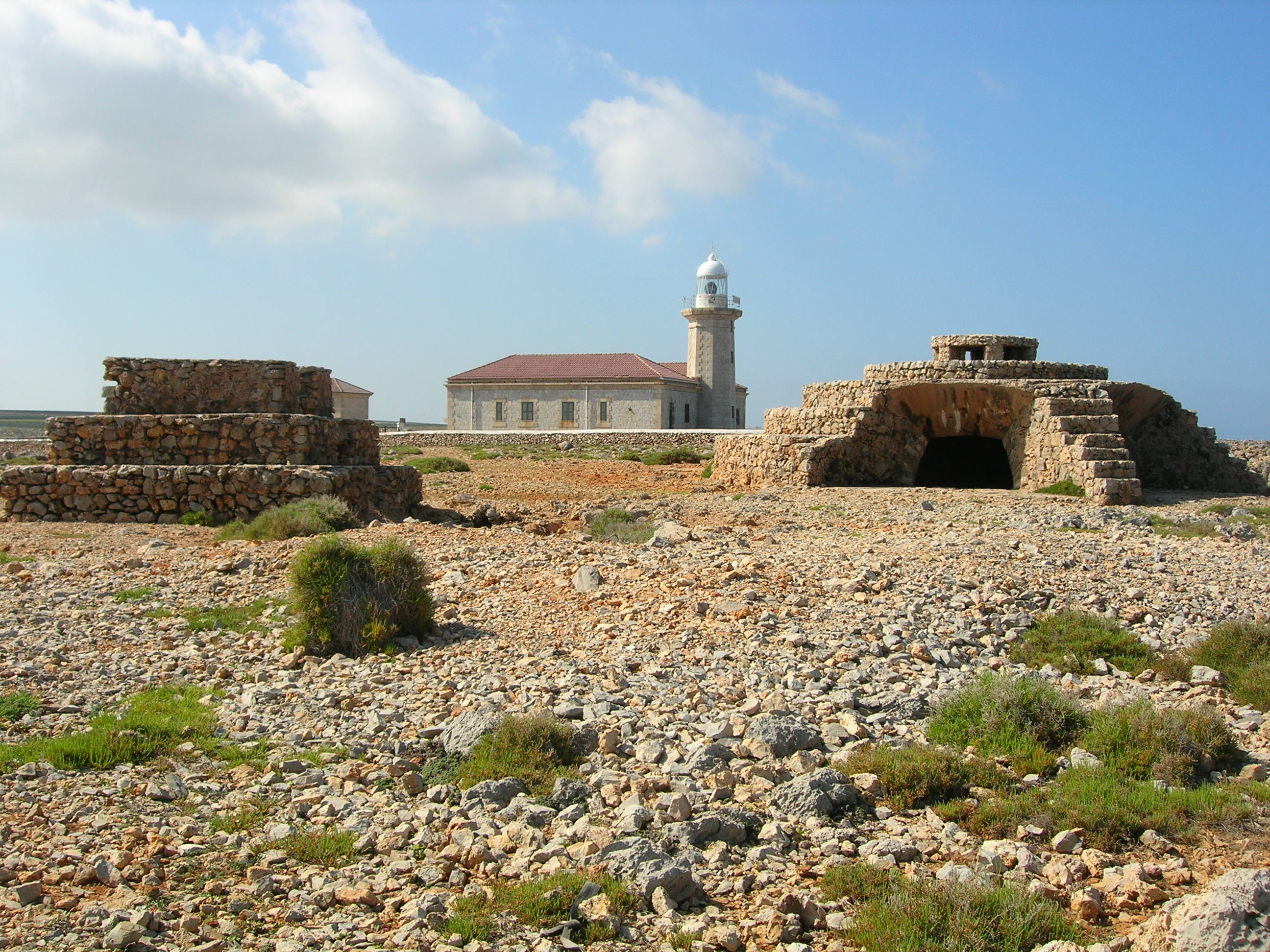
Defensas costeras en la punta d'en Nati.

Durante la guerra civil española, Menorca permaneció fiel al gobierno de la República, manteniendo la postura hasta la rendición de la isla en febrero de 1939, cuando no quedó más remedio que abandonar este territorio. El brigada republicano Pedro Marqués, tras conseguir que el general Bosch rindiera el mando de la isla, se erigió en la máxima autoridad militar de Menorca y fue el responsable de los fusilamientos realizados durante el 2 y 3 de agosto de 1936 en la fortaleza de la Mola de Mahón, en los que se ejecutó al jefe de esa penitenciaría militar, el teniente coronel Rafael Perelló Cerdó y a una decena más de mandos militares, apresados los primeros días de la sublevación. También durante su mandato fueron ejecutados otros muchos civiles y clérigos afectos al bando sublevado, entre ellos el sacerdote Juan Huguet. Esta situación pudo ser controlada, en septiembre de 1936, con el nombramiento por el gobierno republicano del teniente coronel de artillería José Brandaris de la Cuesta como gobernador militar de Menorca. El brigada Marqués sería fusilado por los sublevados tras la toma de la isla.
Durante el conflicto, además de los bombardeos, también hubo un intento de desembarco en 1937 del crucero Baleares y de su flotilla. El ejército republicano tenía defensas previstas a lo largo de toda la costa de la isla con artillería considerada moderna en esa época, los famosos cañones Vickers de procedencia británica, en toda España solo existían ocho piezas de artillería como esta, seis de los cuales se ubicaban en Menorca. Los republicanos tenían previsto el casi seguro desembarco en la playa de Sa Mesquida, haciendo fuertes fortificaciones subterráneas por todo el peñal que cubre la playa, pero para su sorpresa, avistaron que la flota de combate de los sublevados estaba dirigiéndose hacia el puerto de Mahón (capital de la isla). La famosa fortaleza de La Mola, equipada con dos Vickers, hizo solo dos disparos, uno por cañón. Inmediatamente la flota de combate sublevada se batió en retirada, debido al gran alcance de la artillería y la potencia de fuego. No hubo más intentos de desembarco, sufriéndose en cambio fuertes bombardeos italianos.
Durante la guerra, se desarrollaron combates en la isla como los previos a la rendición de Menorca en 1939 y un bombardeo a cargo de la aviación italiana. Al final de la guerra en 1939, la marina británica supervisó una transferencia pacífica de poder en Menorca y procedió a la evacuación de algunos refugiados políticos.
Fue declarada Reserva de la Biosfera el 8 de octubre de 1993 por la Unesco.

## Municipios

Municipios de Menorca

Los municipios principales son Mahón y Ciudadela. La isla se divide, administrativamente, en ocho municipios: Mahón (Maó), centro administrativo y aeroportuario; Ciudadela (Ciutadella de Menorca), sede episcopal; Alayor (Alaior), ciudad industrial y universitaria (UIB); Villacarlos (Es Castell), fundada por los ingleses durante su segunda dominación insular; San Luis (Sant Lluís), fundada por los franceses durante el septenio de su dominio insular; Ferrerías (Ferreries), importante industria del calzado; Mercadal (Es Mercadal), en cuyo municipio se encuentra también Fornells; y San Cristóbal (Es Migjorn Gran), municipio más joven de la isla, segregado del Mercadal en 1989.
|               | Municipio     | Superficie | Población (2025) | Densidad        | Ayto. (2025) | Pedanías |
| ------------- | ------------- | ---------- | ---------------- | --------------- | ------------ | --- |
| Alayor        | Alayor        | 109,86 km² | 9870 hab.        | 89,84 hab./km²  | PP           | La Argentina, Cala en Porter (Cala'n Porter), Cales Coves, San Jaime del Mediterráneo, Son Bou, Son Vitamina y Torre Solí Nou |
| Ciudadela     | Ciudadela     | 186,34 km² | 32 171 hab.      | 172,74 hab./km² | PSOE         | Almudaina, Barranch, Cala Blanca, Cala'n Blanes, Cala'n Boch, Cala Morell, Cales Piques, Caleta Santandria, Cap d'Artrutx, Los Delfines, San Juan, Santandria, Serpentona, Son Blanch, Son Cabrises, Son Carrió, Son Morell, Son Xoriguer, Torre del Ram, Torre Saura, Torre Trencada, Tres Alquerías, Tudons y La Vall                         |
| Ferrerías     | Ferrerías     | 66,09 km²  | 4777 hab.        | 72,28 hab./km²  | PP           | Cala Galdana |
| Mahón         | Mahón         | 117,20 km² | 30 419 hab.      | 259,54 hab./km² | PSOE         | Binidalí, Binixíquer, Cala Llonga, es Canutells, Caparrot, El Grao (es Grau), Llumesanas (Llucmaçanes), sa Mesquida, es Murtar, Poima, San Antonio (Sant Antoni) y San Clemente (Sant Climent) |
| Mercadal      | Mercadal      | 138,34 km² | 5500 hab.        | 39,75 hab./km²  | PSOE         | Arenal del Castillo (Arenal d'en Castell), Cala Tirant, Cuevas Nuevas (Coves Noves), Fornells, Na Macaret, Playas de Fornells, Puerto de Adaya (Port d'Addaia) Punta Grossa, La Roca (sa Roca), Las Salinas (ses Salines) y Son Parc |
| San Cristóbal | San Cristóbal | 31,20 km²  | 1690 hab.        | 54,16 hab./km²  | PP           | Santo Tomás (Sant Tomàs) |
| San Luis      | San Luis      | 34,75 km²  | 7000 hab.        | 201,04 hab./km² | PP           | Alcaufar, El Algar (s'Algar), Biniancolla, Binibeca Nuevo (Binibèquer Nou), Binibeca Viejo (Binibèquer Vell), Binisafulla (Binissafúller), Cala Binisafulla (Cala Binissafúller), Cap d'en Font, Pou Nou-Consell, Punta Prima, Son Gancho (Son Ganxo), Son Ramey (Son Remei), Torret, Torret de Abajo (Torret de Baix) y s'Uestra (s'Ullastrar) |
| Villacarlos   | Villacarlos   | 11,66 km²  | 7772 hab.        | 666,55 hab./km² | PP           | Bello Horizonte (Son Vilar), Cala San Esteban (Cala Sant Esteve), El Fonduco, Santa Ana (Santa Anna), Sínia d'en Riera, Sol del Este (Sol d'Est) y Trebelúger (Trebalúger) |
|               | TOTAL         | 701,80 km² | 102 477 hab.     | 146,02 hab./km² |              | |

## Idiomas
En Menorca las lenguas oficiales son el español y el catalán. Como en el resto de las Islas Baleares, el catalán se habla como herencia de la conquista de la isla en 1287 por Alfonso III de Aragón. Concretamente, se habla una variedad dialectal del catalán denominada menorquín. 
Destacan como diferencias del menorquín la o átona pronunciada o y los artículos "salados" "sa" y "es" (artículos 'la' y 'el'). Debido a la conquista británica se conservan un gran número de anglicismos como por ejemplo "xoc" ('tiza', en inglés chalk; en catalán estándar "guix"). Así también Menorca posee determinadas palabras y expresiones que provienen del francés, debido a que también ocuparon la isla durante más de siete años. Por ejemplo, en Ciudadela y en Ferrerías a la bicicleta se le llama "velo", como en el idioma francés, y a Mahón y Alayor se les abrevia su nombre en menorquín pronunciando "Mo" y "Lo" respectivamente.
|            | Año 2014 | Año 2014 |
| Porcentaje |          |          |
| ---------- | -------- | -------- |
| Castellano | 36,7 %   |          |
| Catalán    | 53,5 %   |          |
| Ambas      | 7,7 %    |          |

| Edad       | Castellano | Catalán | Ambos |
| ---------- | ---------- | ------- | ----- |
| 15-29 años | 64 %       | 24 %    | 12 %  |
| 30-44      | 30 %       | 54 %    | 11 %  |
| 45-64      | 29 %       | 58 %    | 11 %  |
| 65-...     | 7 %        | 76 %    | 10 %  |

## Economía

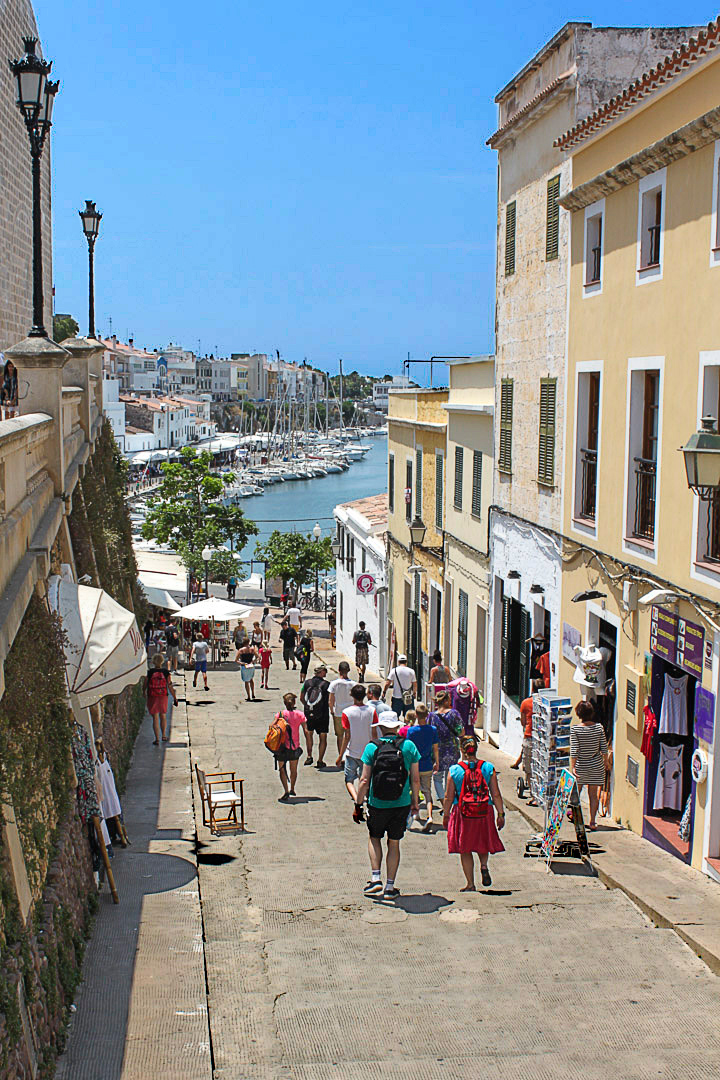
Ciudadela de Menorca

A diferencia de las otras islas del archipiélago, Menorca se empezó a dedicar al turismo más tarde, pues la economía que había en aquel momento en Menorca (calzado, industria agrícola) podía mantener la isla sin necesidad de que hubiera turismo. Este hecho ha tenido como consecuencia que las playas y los paisajes naturales estén mucho mejor conservados. El principal mercado de turistas que acude a Menorca son el británico, que viene desde la colonización de la isla, y el mercado nacional, aunque últimamente los mercados alemán, italiano, neerlandés, escandinavo, polaco y francés están ganando mucha fuerza.
Son también de vital importancia para la economía de la isla la ganadería y la fabricación de queso con denominación de origen "Mahón/Menorca" (Queso de Mahón), la industria y artesanía del calzado, marroquinería y piel en general, la bisutería, la pastelería, la charcutería y otras pequeñas industrias conforman el segundo pilar de la economía, que es mucho más notable que en otras islas y una alternativa al turismo.

## Infraestructuras

### Aeropuerto
El aeropuerto de Menorca es el único aeropuerto comercial que da servicio a la isla. Se trata de un aeropuerto internacional con conexiones tanto con las otras islas Baleares, como con la península ibérica, y también varios países europeos: Reino Unido, Alemania e Italia principalmente.
Se encuentra a 4 km de la ciudad de Mahón, la capital de la isla.
En el año 2017 pasaron por este aeropuerto 3 434 615 pasajeros, se realizaron 30 293 operaciones de vuelo y se transportaron 1474 toneladas de mercancías.

### Electricidad
La mayor parte de la electricidad generada en Menorca proviene de la central térmica de Mahón, con una potencial de 265 MW (megavatios).
Además, Menorca está conectada a Mallorca mediante un cable eléctrico con una capacidad máxima de 100 MW.
En cuanto a energías renovables, Menorca cuenta con el Parque eólico de Es Milà, de 3,2 MW de potencia, y varios parques fotovoltaicos.

## Monumentos

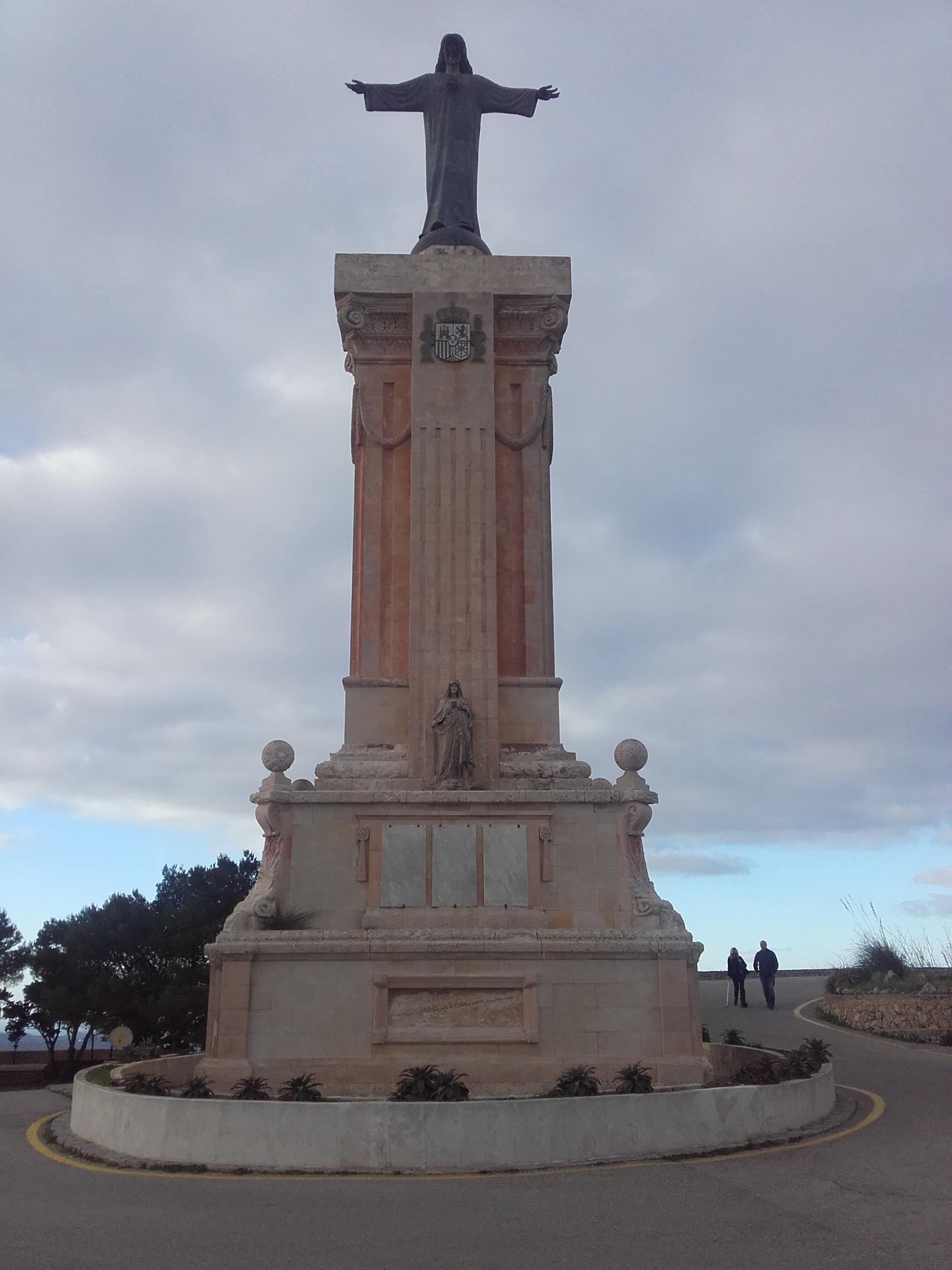
Estatua del Santuario de la virgen del Toro

Existen en la isla gran cantidad de monumentos megalíticos (navetas, talayots y taulas), pero junto con ellos se encuentran también galerías, salas hipóstilas, recintos cubiertos, cuevas, etc. Se han encontrado importantes yacimientos arqueológicos en los poblados prehistóricos de Trepucó y Talatí, la naveta des Tudons, lugar de enterramiento que data de la transición del Pretalayótico al Talayótico inicial, entre Ciudadela y Ferrerías. También existe una basílica paleo-cristiana en la proximidad de la playa de Son Bou (Basílica paleocristiana de Son Bou) y los escombros de una fortaleza en el monte de Santa Águeda, el último punto de resistencia de los musulmanes antes de su conquista por Alfonso III en 1287.
En el Monte Toro, en el centro de la isla se encuentra el Santuario de la Virgen del Monte Toro (patrona de Menorca). En Ciudadela de Menorca destaca la Catedral-Basílica de Santa María de Ciudadela, construida entre 1300 y 1365, que combina estilos góticos y neoclásicos.
La isla está circunvalada por un antiguo sendero, el Camí de Cavalls (GR-223) que tiene una longitud en torno a los 210 km (kilómetros).

## Platos típicos
Queso D.O. Mahón-Menorca, Sobrasada, Carnixua, Camot o Cuixot, Oliaigua, Caldereta de langosta, Coca bamba, Pastissets, Formatjades, Carquiñols, Amargos, Crespells, Ensaimadas, Arroz con patas de centollo y Pomada.

## Flora

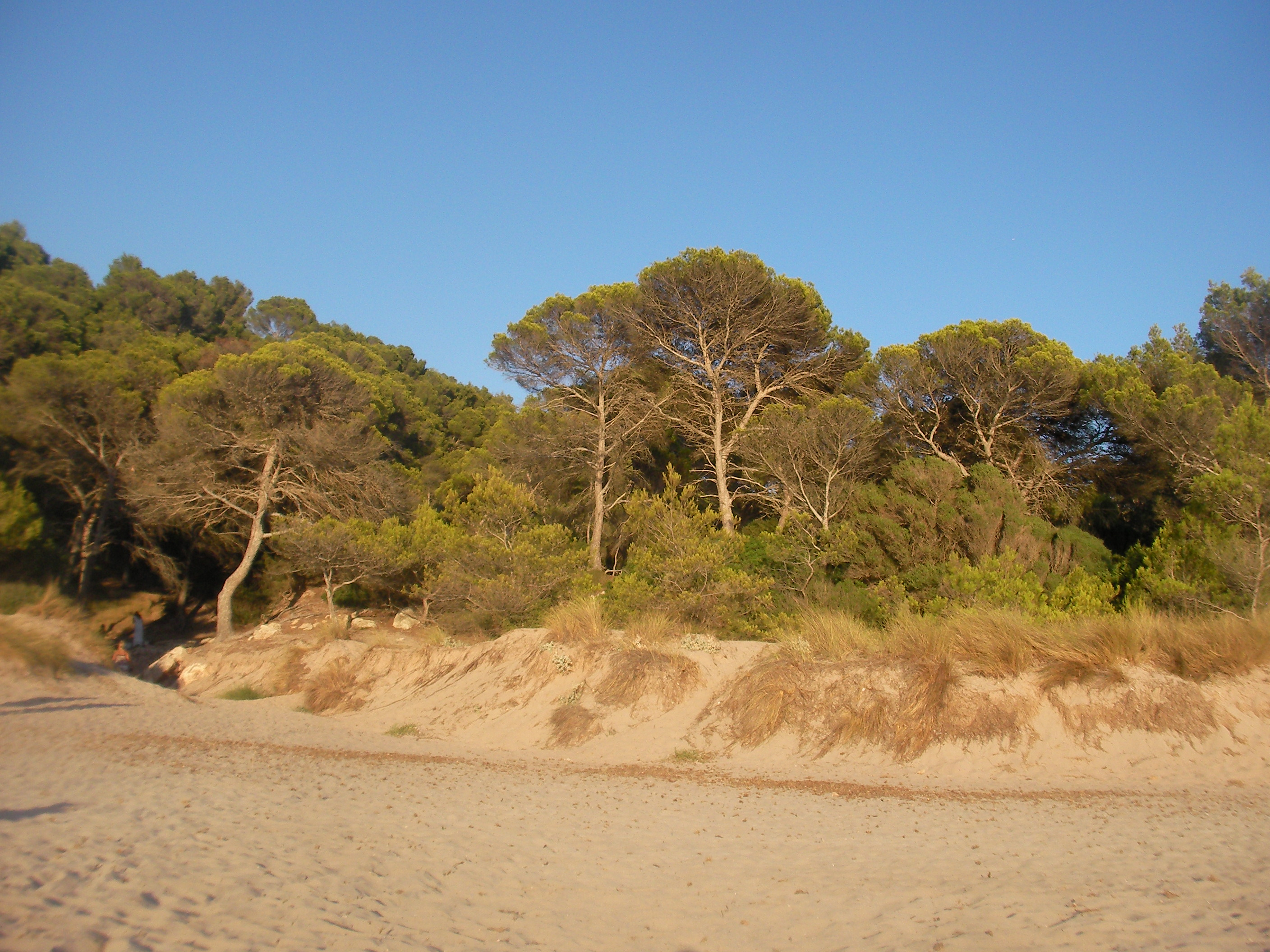
Pinos en la isla

No hay árboles de hoja caduca autóctonos, y actualmente se puede observar un retroceso de varias especies domésticas como el algarrobo, el almendro, las higueras y el olivo. El más común en la isla, es el «ullastrar». Para obtener madera tradicionalmente se recurría al acebuche y la encina, perfectamente adaptados al clima, y algunas variedades de pino, como el abundante pino carrasco, que están ganando terreno en los bosques del centro y norte de la isla. Cerca de las playas encontramos sabinas y bastantes calas rodeadas de pinos.
En un nivel de vegetación más bajo, vemos el alentisco, el aladierno, madroños, brezo, mirto, retama, enebro, adelfas, zarzas y menos abundantes liliáceas como por ejemplo el espárrago silvestre, aráceas, y algunas orquídeas. En zonas de dunas hay azucenas, en zonas deforestadas tenemos la estepa en sus variedades blanca y negra, carrizo en los humedales. Los líquenes tapizan el roquedal, y en el litoral sometido a vientos hay comunidades de unos matorrales espinosos denominados localmente socarrells.

## Fauna

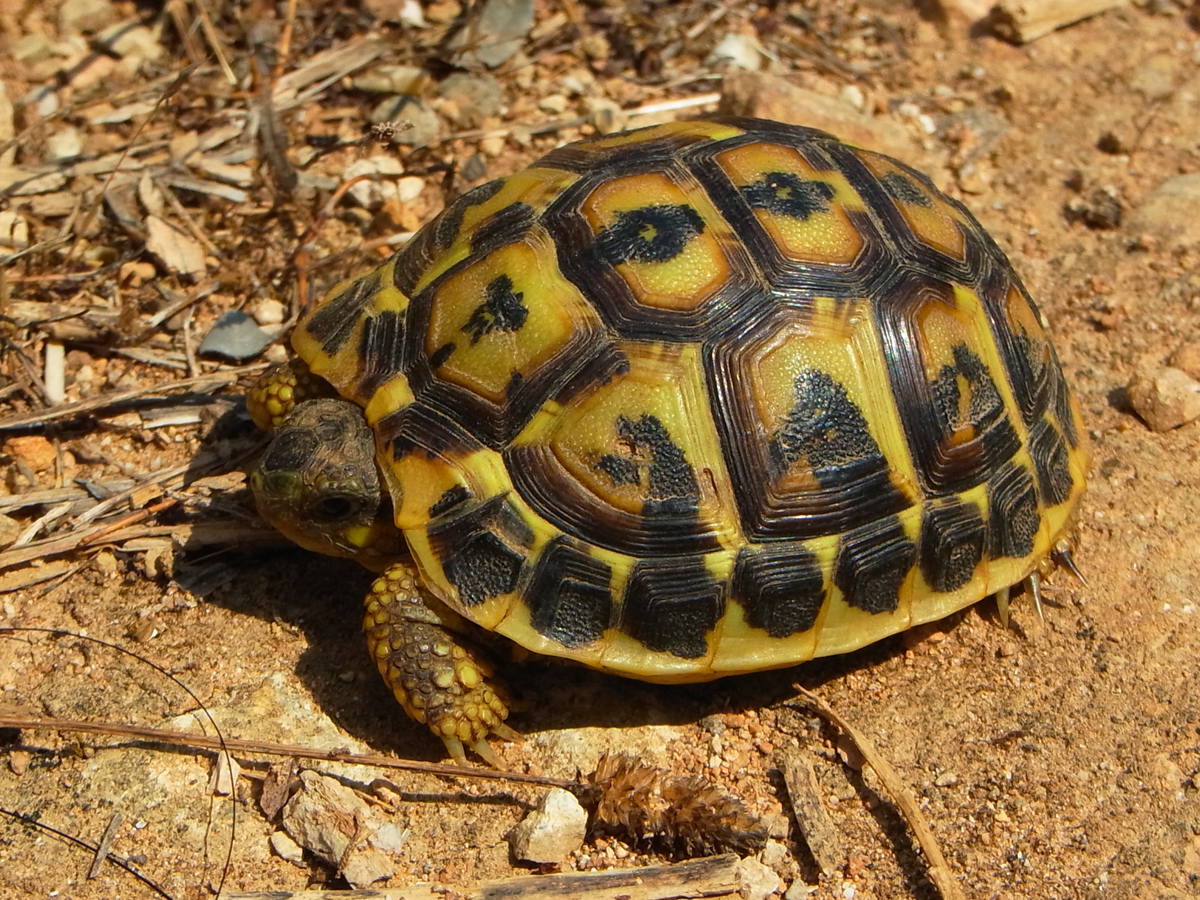
Testudo hermanni en Menorca

La fauna animal terrestre la componen pequeños mamíferos, reptiles, insectos y numerosas aves. Entre los primeros podemos encontrar martas, hurones, comadrejas, conejos, murciélagos, ratones de campo y erizos. Entre los reptiles la tortuga mediterránea, lagartija balear (Podarcis lilfordi), algunas serpientes pequeñas y no venenosas. Respecto a la lagartija balear, cabe destacar la existencia de treinta subespecies diferentes, cada una en un islote diferente. Todas estas subespecies son únicas en el mundo.
Las aves es el grupo con mayor presencia en la isla, presentes en todos los biotopos, en los barrancos encontramos tórtolas, torcaces, palomas salvajes y mirlos. En los acantilados, puertos y zonas costeras hay gaviotas, paíños, pardelas y cormoranes. En bosques y sembrados chochas, reyezuelos, chotacabras, papamoscas, perdices y codornices. En los espacios abiertos alondras, cogujadas, trigueros, abubillas y cuervos. Vigilando los distintos espacios hay una gran cantidad de aves rapaces y carroñeras fácilmente avistables como halcones, cernícalos, gavilanes, alimoches y aguiluchos laguneros, y otros menos visibles por la diminución de especímenes debido a la reducción de lugares de cría como el águila pescadora, el águila calzada, y el milano real. Otros son difíciles de observar por sus hábitos nocturnos como los autillo y las lechuzas. En invierno acuden los petirrojos, currucas, zorzales y estorninos pues muchas aves que migran hacen escala en Menorca. En verano, procedentes del Sáhara: golondrinas, vencejos, aviones y abejarucos. Para hacerse una idea de la importancia ornitológica de algunas zonas podemos poner decir que se han llegado a anular proyectos urbanísticos por esta razón, cuyo mejor ejemplo lo tenemos en la Albufera de Es Grau, en la que hay una gran población sedentaria de aves a la que se le unen multitud de otras especies que acuden a criar.